# Ķegums kommun
Ķeguma novads (lettiska: Ķeguma Novads) var en kommun i Lettland. Den låg i den centrala delen av landet, 50 km sydost om huvudstaden Riga. Antalet invånare var 6 386. Arean var 492 kvadratkilometer. Ķeguma novads gränsade till Ikšķiles Novads, Ogres novads, Lielvārdes novads, Skrīveru novads, Jaunjelgavas novads, Vecumnieku novads, Baldones novads och Ķekava kommun.
2021 slogs kommunen samman med Ogre kommun.
Följande samhällen fanns i Ķeguma novads:
- Ķegums